# Шапки Русского царства

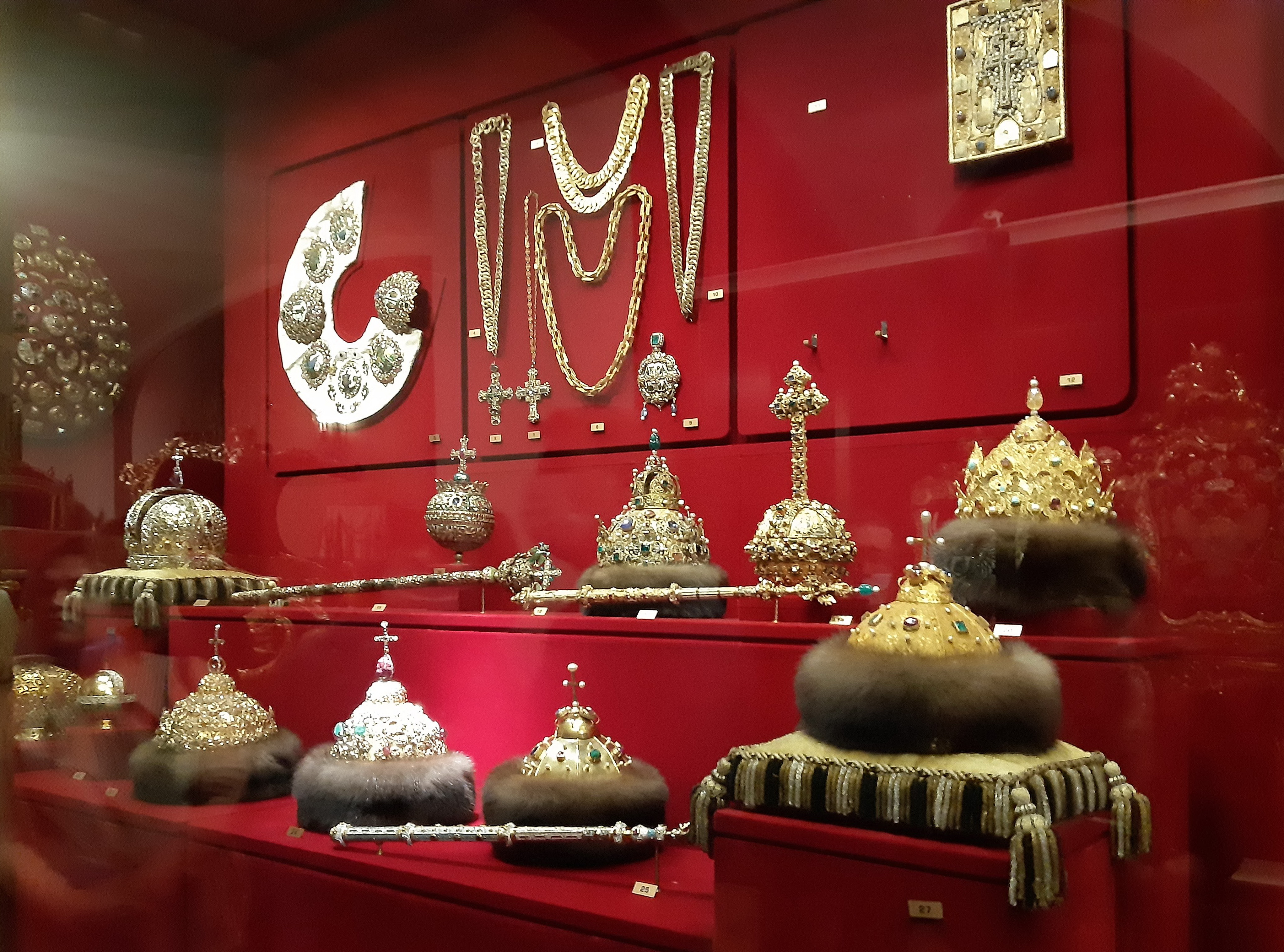
Шесть из семи сохранившихся шапок в Оружейной палате

Шапки Русского царства, венцы царские — отороченные соболем «короны»-шапки русских царей, из которых наиболее древней и известной является Шапка Мономаха. Эти регалии, входившие в Большой наряд царя, хранятся в Оружейной палате Московского Кремля.

## История

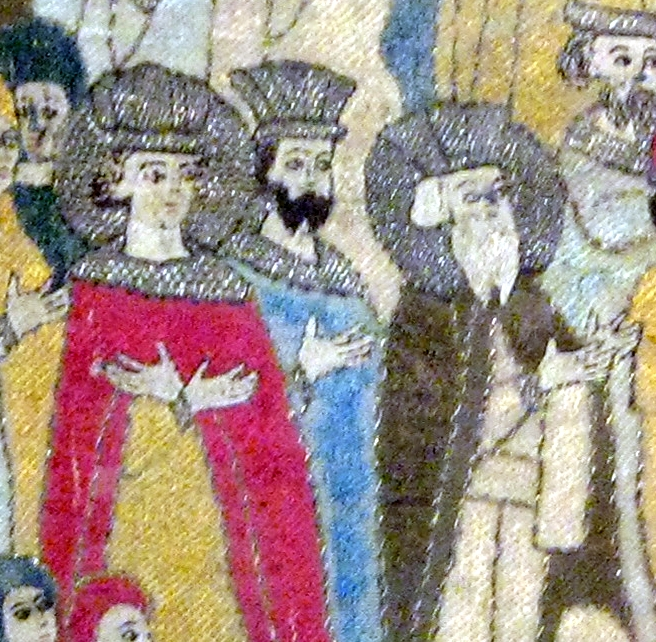
Возможно, так выглядели первые русские венцы

Первое венчание на великое княжение на Руси произошло в правление Ивана III — он короновал соправителем своего внука Дмитрия Ивановича (1498). А собственно «на царство» впервые венчался другой его внук — Иван Грозный (1546). Последними, кто использовал «шапки», были братья-соправители Иван V и Пётр I (1682), далее начались императорские коронации.
Чем венчали Дмитрия Внука — неизвестно, но историки сходятся на том, что это ещё не была Шапка Мономаха, в «Чине венчания на царство» она названа просто «шапкой». Вероятно, пелена Елены Волошанки, посвященная этому событию, позволяет представить облик его венца. На ней изображены Иван III, Дмитрий Внук и будущий Василий III. «Короны» Ивана и Василия очень схожи с венцами ветхозаветных пророков из иконы «Сошествие в ад» (Кирилло-Белозерский монастырь). Они принадлежат к венцам т. н. «несомкнутого» типа и составлены из «городков», расширяющихся кверху. Корона Дмитрия другая — она сомкнутого типа и похожа на «шапку».
Самой знаменитой русской короной стала Шапка Мономаха.
Анализ деталей шапки однозначно подтверждает большую разницу во времени происхождения отдельных её частей. Самой древней признана тулья и золотые пластины, из которых она сложена. Согласно исследованиям сотрудников Оружейной палаты, соболья опушка и крест на шапке появились значительно позднее. Навершие в форме «яблока» предположительно относится к середине XVI века. Датировка отдельных элементов не даёт ответа на вопрос о точном возрасте шапки Мономаха. Как и многие исторические династические головные уборы, она является сложным составным предметом. Золотые пластины по уровню исполнения значительно превосходят качество соединения шапки в единое целое. Это позволяет предположить, что шапка была собрана мастерами низшего уровня из частей произведения более искусных ювелиров. Недостоверность мифологического происхождения не отменяет вероятности того, что шапка была действительно сделана византийскими мастерами. В результате тщательного анализа филиграни на золотых пластинах тульи историк и искусствовед, специалист по скани и зерни Н. В. Жилина относит создание этой части шапки Мономаха к первой половине XIII век
Есть вероятность, что именно Василий, потомок другого константинопольского императора, стал первым русским государем, коронованным («венчанным на великое княжение») Шапкой Мономаха (сведений о подобном обряде над ним не сохранилось), хотя, возможно, она носилась и великими князьями после Калиты.
Судя по духовным завещаниям великих князей, Шапка Мономаха оставалась единственной до времен Ивана Грозного. По её образцу им по взятии Казани была заказана 2-я — Шапка Казанская. 3-м стал трёхъярусный «Большой венец» царя Фёдора I Ивановича, присланный ему в подарок константинопольским патриархом (был разобран в XVII веке).
Точное число шапок к началу Смутного времени неизвестно. Когда с разрешения Дмитрия Самозванца Маржерет в 1611 году лично осмотрел царскую казну, он увидел в ней «четыре короны, именно три императорские и четвёртая — та, которой короновались некогда великие князья, не считая той, которую Дмитрий велел изготовить для своей жены-императрицы; она не была закончена» (то есть, княжеская Шапка Мономаха, две вышеназванные царские — Казанская и «Большой венец», неизвестная четвёртая, а пятая — неоконченная корона Марины Мнишек). Какая корона была четвёртой — непонятно. По одной из версий, Иван Грозный заказал также Астраханскую шапку (не сохранилась, новая создана в 1627 году). Либо же речь идёт о короне Бориса Годунова (первой «Сибирской», она же корона Самозванца), ныне утраченной, которая была не «шапкой», а короной по западному образцу, заказанной в Европе (см. ниже). А возможно, это была парная женская корона к «Большому венцу» Федора Иоанновича.
С другой стороны, ранее при описании коронования Фёдора Иоанновича английский путешественник Горсей пишет: «перед царем помещались все шесть венцов — символы его власти над землями страны», в этом случае недостаёт информации об ещё двух, но скорей всего, Горсей обсчитался, хотя число 6 он повторяет несколько раз.
После Смуты в Кремле остались только три короны — Шапка Мономаха, Шапка Казанская и разобранный вскоре «Большой венец» Федора Ивановича. Причём часть из утраченных выдали сами русские. В грамоте, отосланной Земским собором в Краков в 1613 году с гонцом Д. Аладьиным, среди прочих претензий к Сигизмунду III значится пропажа «шапок»: «А царскую казну, многое собранье из давних лет, царские утвари, царские шапки и коруны… к вам отослали». Действительно, согласно свидетельству Маскевича (1611) были выданы два венца — «принадлежавший Борису Годунову» (предполагаемая «Сибирская шапка») и «не совсем оконченный», принадлежавший «Димитрию мужу Мнишковны» (очевидно, упомянутая выше неоконченная корона Марины). Маскевич называет их «Федоровым» (Федора Годунова) и «Дмитриевым» (Дмитрия Самозванца). Их в 1611 году в Кремле «седмочисленными боляры» отдали полякам в уплату за военную службу. Шляхтичи вывезли залог в Речь Посполитую, где, после безуспешной попытки найти покупателя на них целиком, они были «разломаны» и проданы частями.
При первом из Романовых была создана ныне существующая Шапка Астраханская, а при его внуках Иване и Петре — оставшиеся четыре. Поскольку на престол одновременно взошли два царя-соправители, была создана Шапка Мономаха второго наряда для Петра, а далее — два алмазных венца для обычного ношения, плюс Шапка алтабасная. После Петра I они не использовались в церемониале, их сменили Короны Российской империи.

## Список
В коллекции Оружейной палаты:
| Илл. | Название                                                                                             | Описание |
| ---- | --- | --- |
|      | Шапка Мономаха (Киевская)                                                                            | Предположительно была изготовлена в первой половине XIII века в Византии. |
|      | Шапка Казанская                                                                                      | Была изготовлена в 1553 году для Ивана IV Васильевича. |
|      | Шапка Астраханская (венец «Большой наряд», шапка золотая первого наряда, фряская)                    | Была изготовлена в 1627 году для Михаила Фёдоровича в думном приказе Ефима Телепнева. (По одной из версий, вторая из Астраханских шапок, взамен утраченной в Смутное время, впрочем, согласно Солнцеву, впервые она была названа Астраханской по ошибке в каталоге 1776 года). |
|      | Шапка Мономаха второго наряда (меньшого наряда, Таврическая).                                        | Была изготовлена в 1682 году для Петра I — его «двойной» коронации вместе с Иваном V. |
|      | Шапка алтабасная (Сибирская, шапка третьего наряда).                                                 | Была изготовлена в 1684 году для Ивана V Алексеевича с участием стамбульских мастеров. (По одной из версий, вторая из Сибирских шапок, взамен утраченной в Смутное время). |
|      | Шапка алмазная Ивана V Алексеевича (первого наряда, Алмазный венец) для повседневного использования. | Была изготовлена в 1682—1687 годах. Украшена алмазными изображениями двуглавых орлов. |
|      | Шапка алмазная Петра I Алексеевича (первого наряда, Алмазный венец) для повседневного использования. | Выполнен в 1680-е гг. |

### «Шапка ерихонская» Михаила Фёдоровича

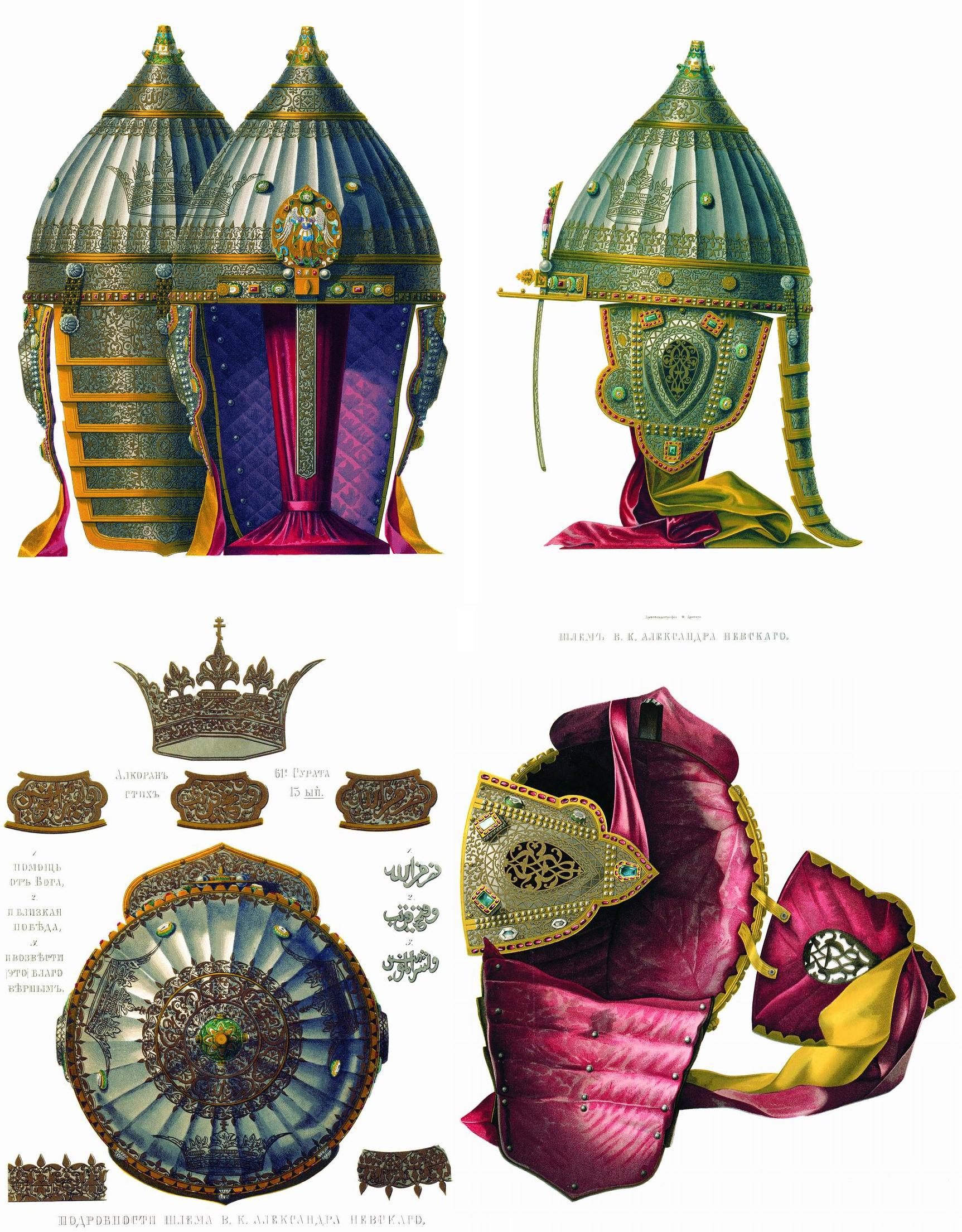
Шапка ерихонская царя Михаила Фёдоровича, 1621.

Также слово «шапка» употребляется в отношении булатного шлема типа ерихонка Михаила Фёдоровича Романова, который также хранится в Оружейной палате. Он ошибочно приписывался Александру Невскому и поэтому также попал на герб, как и упомянутые выше шапки. Другие пять ерихонских шапок русских царей подобной чести не удостоились.

### Утраченные
- (?) Астраханская шапка Ивана Грозного (предположительно первая «Астраханская») — по одной из версий, была заказана им после взятия ханства, аналогично Казанской шапке. Судьба её неизвестна, по одной из версий, её похитил пособник Дмитрия Самозванца Михаил Молчанов, бежавший в Польшу. В королевской казне на Вавеле в XVII веке имелась некая «русская корона», хранившаяся здесь до конца столетия и исчезнувшая при короле Августе II — возможно, это была она[6].
- «Большой венец» царя Фёдора I Ивановича. Это была уникальная регалия — трёхъярусная металлическая корона с крестом, которая была украшена 561 диамантами, 148 жемчужинами, 72 изумрудами и 161 турмалинами[3] («Венец золот с каменьем с олмазы и яхонты червчатыми и лазоревыми и с лалы и с изумруды и с зерны гурмицкими». На нём был крест с 24 алмазами. В городках и репьях нижнего венца и в дугах средней коруны и малой коруны — 561 алмаз, 148 бурмицких зерен, 19 лалов, 72 изумруда больших и малых, и 161 яхонт). Корона была изготовлена в Стамбуле в конце XVI ст. и послана в 1590 г. последнему из рода Рюриковичей — Фёдору I Ивановичу константинопольским патриархом Еремией II. Цари надевали «Большой венец» только во время торжеств. Её изображение сохранилось на царских парсунах. Приблизительно в 1680 году корона была разобрана на ресурсы для «диамантовых шапок» Петра I и Ивана V.
  - Также патриарх прислал жене Федора, царице — женский венец Ирины Годуновой. Он существовал ещё при Федоре Алексеевиче и был подробно описан в описи 1699 года[3]. «Существуют портреты цариц Евдокии Лукьяновны (второй супруги Михаила Феодоровича) и Марии Ильиничны (первой супруги Алексея Михайловича) в короны в виде митры, из золотой парчи, с ободком из золота. Сестры царя Михаила Федоровича, царевны Ирины, Анна и Татьяна, изображены первые две в зубчатых коронах, а младшая — в украшенной трилистниками»[3].

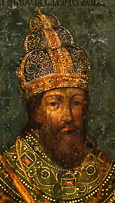
Большой венец Федора Иоанновича
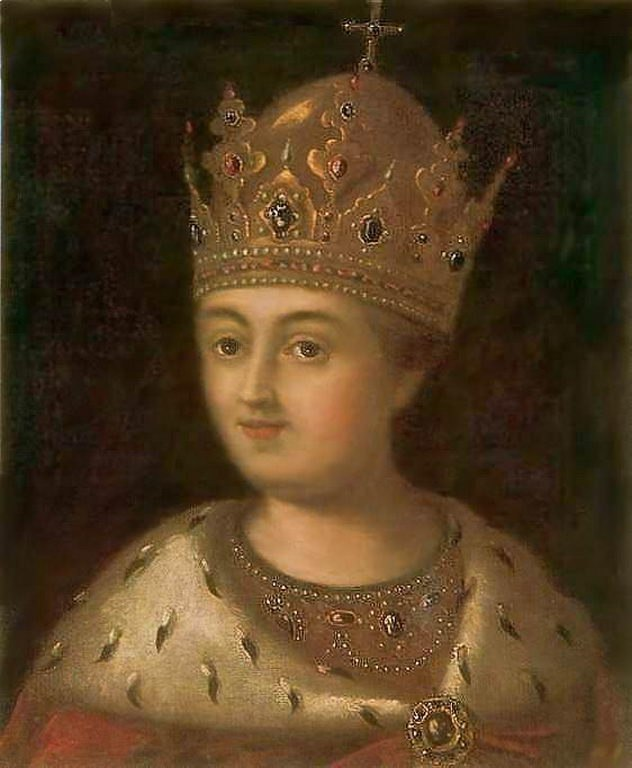
На женских портретах цариц и царевны Софьи повторяется головной убор подобного типа. Возможно, так выглядела корона Ирины Годуновой

- (?) Корона Бориса Годунова (предположительно первая «Сибирская») — по одной из версий, изготовлена в придворных мастерских императора Рудольфа II по западному образцу, привезена в Москву в 1604 году, в послом Г. фон Логау. Скипетр и держава из этого комплекта сохранились до наших дней в Оружейной палате. Если она существовала, короноваться Борис ею не успел[6]. 2 годами ранее для императора Рудольфа была сделана Корона Австрийской империи, корона Годунова могла её напоминать.
  - Вероятно, она же — Корона Дмитрия Самозванца, которой он короновался. Исходя из имеющихся изображений «императора Дмитрия», в частности, отчеканенных медалей, корона эта была западноевропейского типа. Мемуарист свидетельствует, что вопреки обычаю Самозванец венчался двумя «венцами» и в двух соборах, причём сначала, как и его предшественники, в Успенском, но не «шапкой Мономаха», согласно традиции, а «короною своего отца Ивана Васильевича», присланной, как сообщает архиепископ Арсений, Ивану Грозному «от кесаря, великого царя Алемании», то есть императора Священной Римской империи. Потом по её образцу польский король Сигизмунд III, который претендовал на российский трон, создал для себя так называемую «Московскую» (Московитскую) корону, утерянную вначале XVIII века[7]. В 1611 году корона Самозванца была отдана боярами польским солдатам королевича Владислава в качестве платы, позже разобрана на драгоценные материалы[8].
- Венец Марины Мнишек. Эту «корону» так и не успели доделать в связи с гибелью «царя Дмитрия Ивановича». Была вывезена поляками[6].

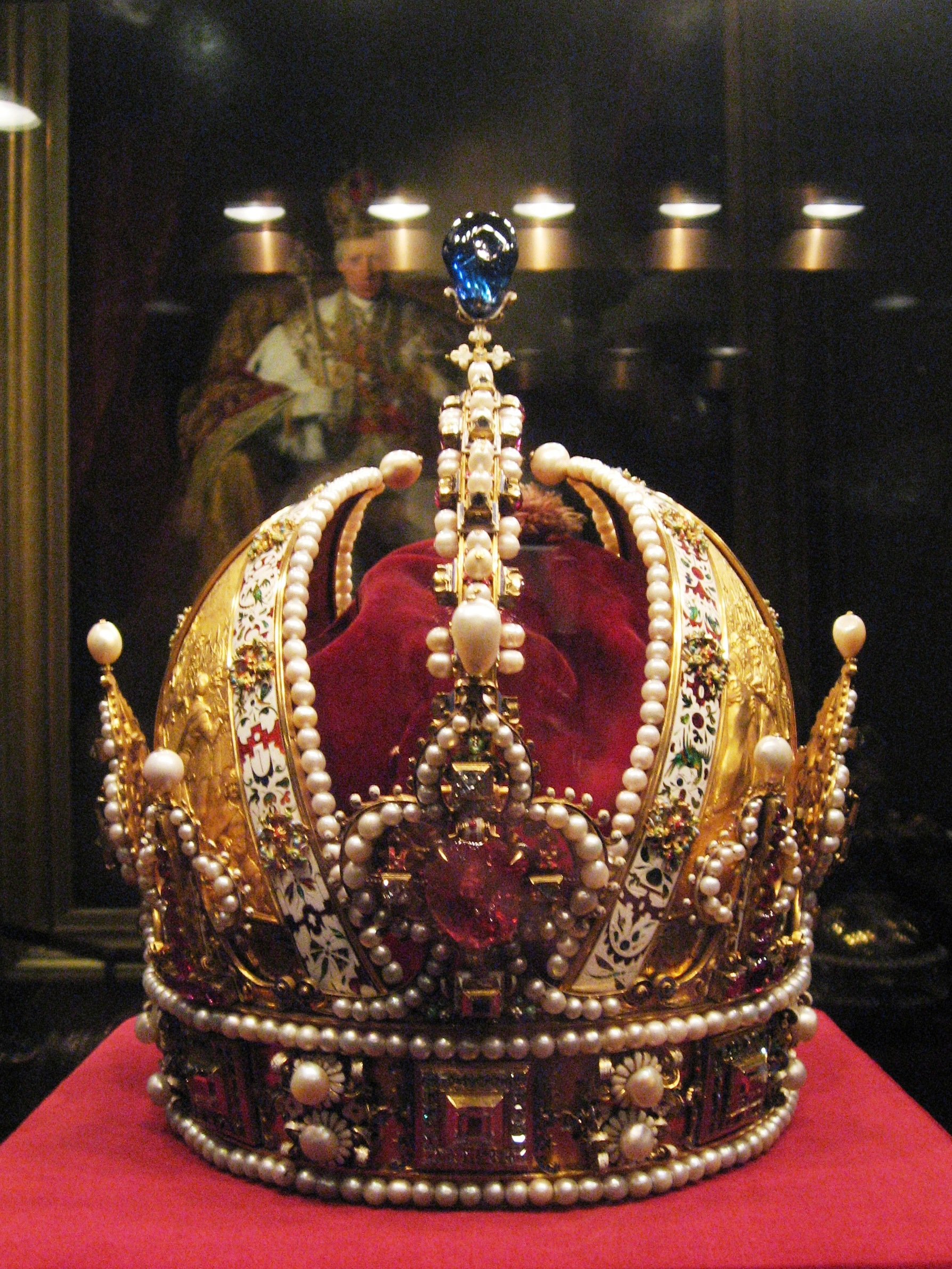
Корона Австрийской империи
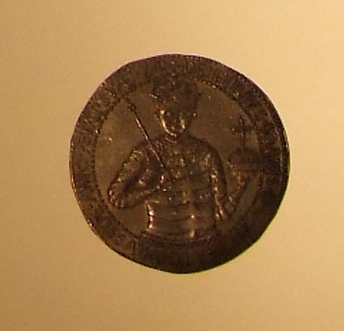
Медаль на коронацию Лжедмитрия
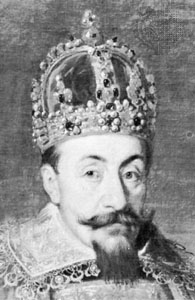
Портрет Сигизмунда III в «Московитской» короне
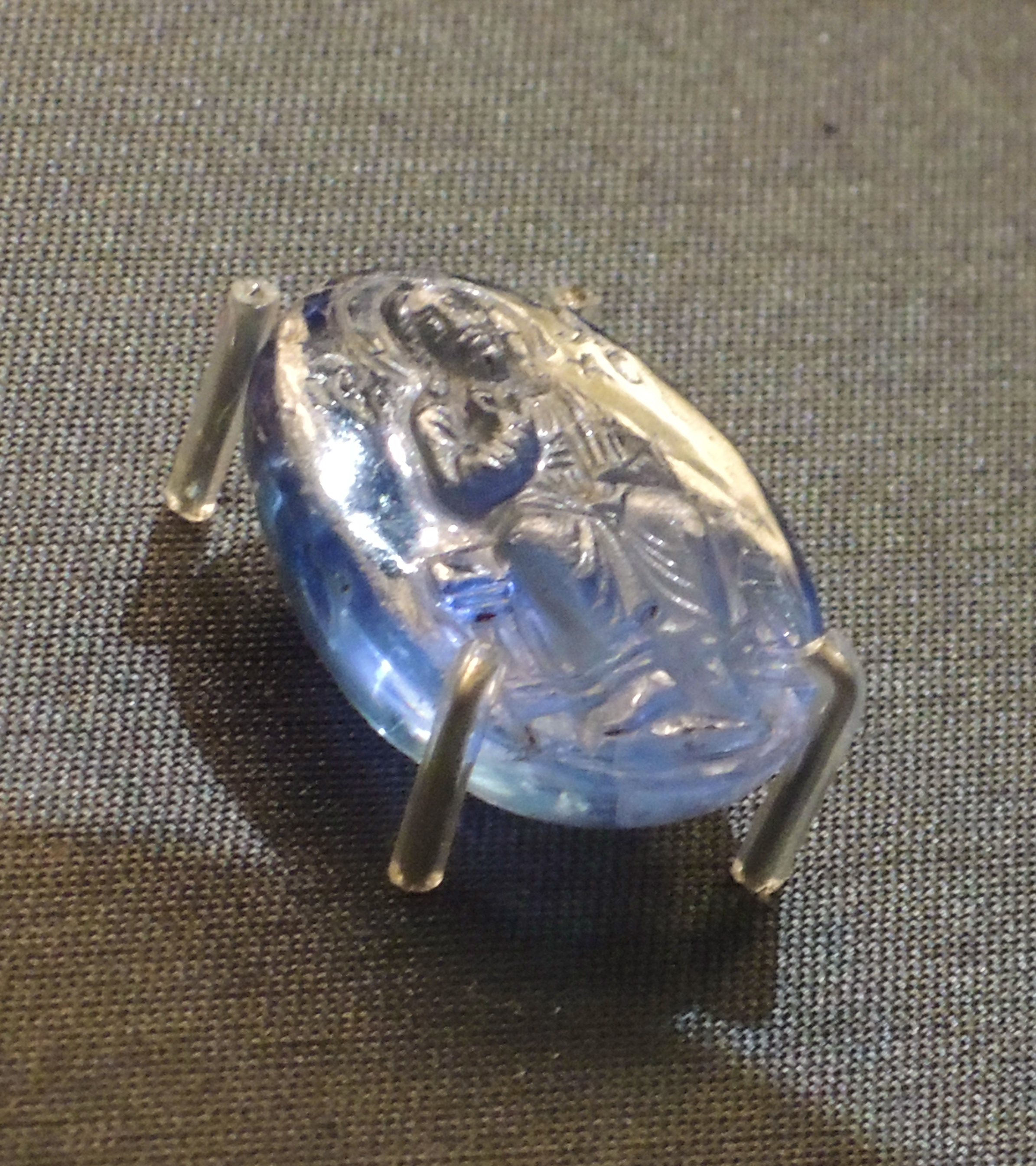
В середине XIX в. этот резной сапфир был поднесен императору Николаю I графом Красинским как значимый дар: при камне находился кусок пергамента с надписью EX CORONA MOSCOVIAE. По преданию, он происходит из какой-то короны, расхищенной поляками (или из Московитской короны)

- В описи 1642 года в числе венцов царя Михаила Федоровича, помимо перечисленных выше, указана новая шапка «Шапка с пелепелы, по цке золотой низана женчюгом, в репьях камешки яхонты лазоревы и лалики; наверху яблоко золото, на яблоке в гнездах три камени: яхонт лазорев, да лал, да изумруд, да три зерна гурмицких на спнех; наверху на яблоке на спне камень яхонт червчат, на нем наверху два зерна гурмицкие. Пушена соболем». В Выходной книге 1643 г. значится: «шапка с пелепелы, что делана в Приказе у окольничего Василья Ивановича Стрешнева». При Федоре Алексеевиче она описана подробнее: «На ней наверху лал на спне золотом закреплен двумя зерны гурмицкими; да в гнездах лал, яхонт лазорев, изумруд, да три зерна гурмицких, на спнях; на ней же 61 репей низаны жемчугом, а в них по яхонту лазоревому, да по шести лаликов, и тово 366 лаликов; окол соболей, подложено атласом червчатым. Влагалище деревянное, оклеено бархатом черным с круживы золотыми, петли и крючки серебреные. Взята с Казанскаго двора во 1676-м. 1688 года, апреля 3, с сей шапки камень лал с двумя зерны гурмицкими сняв, отнес в хоромы к Великой Государыне Царице и Великой Княгине Наталии Кирилловне стольник Гаврила Иванович Головкин». Шапка была разобрана[3].
- По Выходным книгам 30 марта 1679 г., в первый раз упоминается на царе Федоре Алексеевиче шапка «Царская алмазная, с лалом, новая». Разобрана на алтабасную шапку[3].

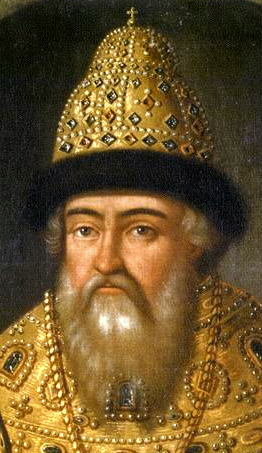
На парсунах многих царей повторяется двухъярусная шапка, украшенная по центральной оси двумя линиями жемчуга
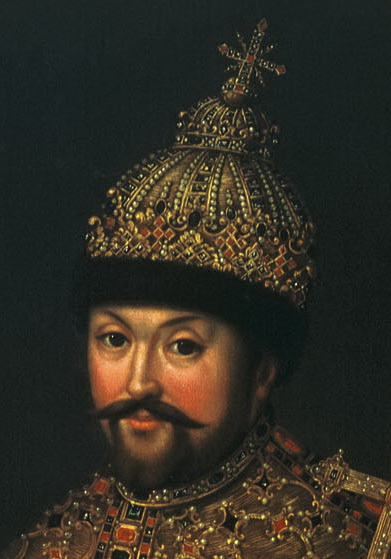
На парсунах многих царей повторяется шапка, наружный обод которой выполнен в роли короны с зубьями, а на вершине - маленькое повторение «императорской» короны

## В гербе
Герб Российской империи имеет изображение 5 царских шапок и 4 императорских корон, которые венчают щиты, окружающие главный щит герба, а также 1 короны и 1 шапки ерихонской по центру
| Илл.                          | Герб                                                                              | Описание |
| ----------------------------- | --------------------------------------------------------------------------------- | --- |
|                               | Главный щит                                                                       | Главный щит (с гербом Государственным) увенчан шлемом Святого Великого Князя Александра Невского, то есть шапкой ерихонской, которую в XIX веке считали шлемом Александра Невского. |

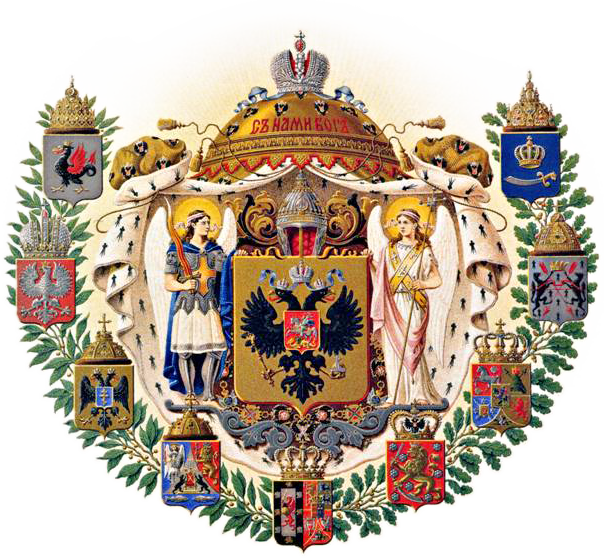
Средний герб Российской империи

|                               | № 1. Герб царства Казанского                                                      | «в серебряном щите чёрный коронованный Зилант; язык, крылья и хвост червлёные, клюв и когти золотые…» Прим.: Герб увенчан «шапкой Казанской» |
| Шапка Мономаха второго наряда | № 3. Герб царства Херсонеса Таврического                                          | «в золотом щите чёрный византийский, увенчанный двумя золотыми коронами, орёл с червлёными языками и золотыми клювами и когтями; на груди в лазуревом, с золотыми краями, щите — золотой осьмиконечный крест…» Прим.: Герб увенчан подобной шапке Мономаха короной Петра I (шапка второго наряда). |
| Шапка Мономаха                | № 4. Соединённые гербы великих княжеств: Новгородского, Киевского и Владимирского | «в щите, разделённом вилообразно на три части. В первой серебряной части — герб новгородский: два чёрные медведя, поддерживающие кресла золотые, с червлёною подушкою, на коей поставлены, крестообразно, с правой стороны скипетр, а с левой крест, над креслами золотой трисвечник с горящими свечами, в лазуревой окраине щита две серебряные, одна против другой, рыбы…» Во второй лазоревой части — герб киевский: святой архистратиг Михаил в серебряном одеянии и вооружении, с пламенеющим мечом и серебряным щитом. В третьей червлёной части — герб владимирский: золотой львиный леопард, в железной, украшенной золотом и цветными камнями, короне, держащий в правой лапе длинный серебряный крест. Прим.: Герб увенчан «шапкой Мономаха». |
| Сибирская                     | № 8. Герб царства Сибирского                                                      | «в горностаевом щите два чёрных соболя, стоящие на задних лапах и поддерживающие передними, одной — золотую пятизубцовую корону, другою — червлёный лежащий лук и две крестообразно, остриями вниз, поставленные стрелы…» Прим.: Герб увенчан алтабасной (парчовой) шапкой третьего наряда царя Иоанна Алексеевича. |
|                               | № 9. Герб царства Астраханского                                                   | «в лазуревом щите золотая, подобная королевской, корона, с пятью дугами и зелёною подкладкою; под нею серебряный восточный меч, с золотою рукоятью, острым концом вправо…» Прим.: Герб увенчан «астраханской шапкой» первого наряда царя Михаила Фёдоровича. |